# Liste von Seen in Deutschland/M
| Name                    | Stadt/Gemeinde/Landkreis          | Land                   | Fläche in km² |
| ----------------------- | --------------------------------- | ---------------------- | ------------- |
| Maassee                 | Cambs                             | Mecklenburg-Vorpommern |               |
| Machnower See           | Berlin, Kleinmachnow              | Berlin, Brandenburg    |               |
| Machnower See           | Rangsdorf                         | Brandenburg            | 0,08          |
| Madbachtalsperre        | Rheinbach                         | Nordrhein-Westfalen    |               |
| Madlitzer See           | Odervorland                       | Brandenburg            |               |
| Mäckersee               | Eberswalde                        | Brandenburg            |               |
| Mätzsee                 | Mirow                             | Mecklenburg-Vorpommern |               |
| Mahndorfer See          | Bremen                            | Bremen                 | 0,06          |
| Maiglöckchensee         | Saterland                         | Niedersachsen          |               |
| Malchiner See           | Malchin                           | Mecklenburg-Vorpommern | 13,95         |
| Malchower See           | Berlin                            | Berlin                 | 0,74          |
| Malchower See           | Malchow                           | Mecklenburg-Vorpommern | 2,36          |
| Malkwitzer See          | Hohen Wangelin                    | Mecklenburg-Vorpommern | 1,09          |
| Margarethensee          | Duisburg                          | Nordrhein-Westfalen    |               |
| Markkleeberger See      | Markkleeberg                      | Sachsen                | 2,52          |
| Marstadter See          | Lauda-Königshofen                 | Baden-Württemberg      | 0,017         |
| Maschsee                | Hannover                          | Niedersachsen          | 0,78          |
| Massower See            | Eldetal                           | Mecklenburg-Vorpommern | 1,133         |
| Mastholter See          | Rietberg                          | Nordrhein-Westfalen    | 0,266         |
| Masurensee              | Duisburg                          | Nordrhein-Westfalen    |               |
| Maxsee                  | Müncheberg                        | Brandenburg            | 0,68          |
| Max-Eyth-See            | Stuttgart                         | Baden-Württemberg      | 0,17          |
| Max-Jordan-See          | Appenweier                        | Baden-Württemberg      |               |
| Mechower See            | bei Mechow                        | Mecklenburg-Vorpommern | 1,64          |
| Medeweger See           | Schwerin                          | Mecklenburg-Vorpommern | 0,95          |
| Meerfelder Maar         | Manderscheid                      | Rheinland-Pfalz        | 0,24          |
| Mellensee               | Boitzenburger Land                | Brandenburg            | 0,75          |
| Mellensee               | Lychen                            | Brandenburg            | 0,15          |
| Mellensee               | Am Mellensee                      | Brandenburg            | 2,20          |
| Melzer See              | Melz                              | Mecklenburg-Vorpommern | 0,291         |
| Melzer See              | Waren (Müritz)                    | Mecklenburg-Vorpommern | 0,129         |
| Menzelsee               | Düsseldorf                        | Nordrhein-Westfalen    |               |
| Meschesee               | Detmold                           | Nordrhein-Westfalen    | 0,09          |
| Meschesee (Lobetal)     | Lobetal                           | Brandenburg            |               |
| Mickowsee               | Kuhlen-Wendorf                    | Mecklenburg-Vorpommern | 0,61          |
| Miersdorfer See         | Zeuthen                           | Brandenburg            |               |
| Milasee                 | Storkow (Mark)                    | Brandenburg            |               |
| Mindelsee               | bei Radolfzell                    | Baden-Württemberg      | 1,15          |
| Mirower See             | Mirow                             | Mecklenburg-Vorpommern | 1,02          |
| Mittelprendensee        | Marienwerder                      | Brandenburg            |               |
| Mittelsee               | Höhenland                         | Brandenburg            |               |
| Mittelsee               | Brühl                             | Nordrhein-Westfalen    |               |
| Mittelsee               | Blumenholz                        | Mecklenburg-Vorpommern |               |
| Mittelsee               | Kloster Lehnin                    | Brandenburg            |               |
| Möhnesee                | Möhnesee                          | Nordrhein-Westfalen    | 10,37         |
| Möllensee               | Grünheide                         | Brandenburg            | 0,61          |
| Möllner See             | Mölln                             | Mecklenburg-Vorpommern | 0,155         |
| Mönchsee                | Villingen-Schwenningen            | Baden-Württemberg      |               |
| Mönchsee                | Eldetal                           | Mecklenburg-Vorpommern | 0,91          |
| Mösersche See           | Brandenburg an der Havel          | Brandenburg            |               |
| Mössensee               | Mirow                             | Mecklenburg-Vorpommern | 0,610         |
| Molfsee                 | Rendsburg-Eckernförde             | Schleswig-Holstein     | 0,3           |
| Mondfelder Badesee      | Mondfeld                          | Baden-Württemberg      |               |
| Mondorfer See           | Niederkassel, Troisdorf           | Nordrhein-Westfalen    |               |
| Moorsee (Kargow)        | Kargow                            | Mecklenburg-Vorpommern |               |
| Mooser Teiche           | Freiensteinau, Grebenhain         | Hessen                 |               |
| Moosweiher              | Freiburg im Breisgau              | Baden-Württemberg      |               |
| Motzener See            | Motzen                            | Brandenburg            |               |
| Muchelwitzer See        | Crivitz                           | Mecklenburg-Vorpommern |               |
| Müggelsee               | Berlin                            | Berlin                 | 7,5           |
| Mühlenbecker See        | Mühlenbecker Land                 | Brandenburg            |               |
| Mühlensee (Ankershagen) | Ankershagen                       | Mecklenburg-Vorpommern | 0,40          |
| Mühlensee (Godern)      | Godern                            | Mecklenburg-Vorpommern |               |
| Mühlensee (Kargow)      | Kargow                            | Mecklenburg-Vorpommern | 0,207         |
| Mühlenteich             | Wismar                            | Mecklenburg-Vorpommern | 0,482         |
| Mühlenteich             | Seelow-Land                       | Brandenburg            |               |
| Mühlenteich             | Bad Schwartau                     | Schleswig-Holstein     |               |
| Mühlenteich             | Castrop-Rauxel                    | Nordrhein-Westfalen    |               |
| Mühlenteich             | Kloster Lehnin                    | Brandenburg            |               |
| Müllersee               | Rheinmünster                      | Baden-Württemberg      |               |
| Müllroser See           | Müllrose                          | Brandenburg            |               |
| Müritz                  | Waren (Müritz)                    | Mecklenburg-Vorpommern | 112,6         |
| Mürtzsee                | Blumenholz                        | Mecklenburg-Vorpommern | 0,252         |
| Mulfinger Badesee       | Mulfingen                         | Baden-Württemberg      |               |
| Mummelsee               | Seebach                           | Baden-Württemberg      | 0,037         |
| Murchiner See           | Murchin                           | Mecklenburg-Vorpommern |               |
| Murner See              | Schwandorf / Oberpfälzer Seenland | Bayern                 | 0,94          |
| Muttelsee               | Tettnang                          | Baden-Württemberg      | 0,082         |